# ワンスター
ワンスターは、かつてプロダクション人力舎で活動していたお笑いコンビ。2008年9月24日解散。

## メンバー
阿諏訪 泰義（あすわ たいぎ、1983年1月8日 - ）
神奈川県出身。血液型O型、身長169cm。ツッコミ担当。
趣味は犬を吠えさせる事。特技はサッカー。
解散後、2009年から2022年4月にかけ金子学（元ナナイロ）とコンビ『うしろシティ』として東京松竹で活動。
佐々木 修（ささき おさむ、1982年3月9日 - ）
北海道出身。A型。身長172cm。ボケ担当。
趣味は散歩。特技はバスケットボール。
元プロ野球選手の佐々木修とは同姓同名の別人。
解散後は、ピン芸人『佐々木おさむ』として活動。その後は5期後輩の桐沢崇とコンビ『マーブルズ』を結成し、JCAプロモーションで活動していた。
2011年4月、所属事務所を退社し石井光三オフィスへ移籍して活動していたが、2013年8月1日に解散。再びピン芸人として活動。
2014年5月、養成所時代の同期である山之内智とコンビ『ソノシート』を結成。以降も引き続き同事務所で活動し、その後フリーを経て現在はK-PROに所属。

## 芸風
主にコント。無駄の無いセリフ、ストーリー運び、ナンセンスなやりとりを得意としていた。
2007年から2008年9月まで、本田兄妹（旧コンビ名『男子』）、ラムシャンプー（2007年12月からはラムシャンプーに代わり、さとうゆうすけが加入）との3組でのユニット『環七BABY!!!』でも活動していた（環七BABY!!!としての初出演は、2006年10月1日の「プチ単独ライブJCAプレミア」）。

## 出演

### テレビ
- 爆笑オンエアバトル（NHK総合）- 戦績0勝3敗 最高309KB

### ライブ
単独ライブ
- 初単独ライブ「SUNSTAR」（2006年5月8日 - 9日、劇場バイタス）
- 単独ライブVol.2「アップル」（2008年9月12日 - 13日、プーク人形劇場）

ユニットライブ（環七BABY!!!名義）
- 初ライブ「ピクニックサイダー」（2007年2月23日 - 2月25日、千本桜ホール）
- 第2回公演「サンサンサンデー」（2007年7月7日 - 7月8日、シアターブラッツ）
- 第3回公演「ハイタッチフェスティバル!」（2008年2月15日 - 2月16日、千本桜ホール）
- 第4回公演「アンブレラマン」（2008年6月14日 - 6月15日、シアターミラクル）

プロダクション人力舎主催ライブ
- バカ爆走!
- BOMB!Revolution

### DVD
- 「バカ爆走! ネクストジェネレーション Vol.4」キングレコード
- 「バカ爆走! ネクストジェネレーション Vol.5」キングレコード - 「バカ爆走!」2005年12月7日収録

### CD
- ザ・ガールハント「How to girlhunt isn't it, pardon?」UNDER FLOWER RECORDS - 曲間の寸劇で参加